# 印度革命马克思主义党
印度革命马克思主义党（英語：Revolutionary Marxist Party of India，缩写为RMPI）是印度的一个共产主义政党。该党成立于2016年，由以喀拉拉邦为基地的革命马克思主义党和数个左右较小的左翼政党合并而成。该党的政治立场是左翼。该党的意识形态是共产主义、马克思列宁主义。该党的总书记是曼戈特·拉姆·帕斯拉。该党的总部位于旁遮普邦贾朗达尔。